# Gymnopilus epileatum
Gymnopilus epileatum là một loài nấm thuộc họ Cortinariaceae.